# Lyre (bygningsdel)
|  | For musikinstrumentet, se Lyre (musikinstrument) |
En lyre er en åbning i taget på en bygning for at slippe røg ud fra ildstedet og lys ind. 
Ordet har sin oprindelse i det norrøne ljôri, og er etymologisk antageligt beslægtet med lys, (norrønt) ljôs. Bygninger med lyre blev også kaldt årestuer eller røgstuer, fordi røgen fra ildstedet blev sluppet ud i rummet, da der ikke var en skorsten til at lede røgen op og ud.